# 近江牡蛎
近江牡蛎（学名：Crassostrea rivularis），是莺蛤目牡蛎科巨牡蛎属的一种。其种加词“rivularis”意为“靠近溪的”。主要分布于中国大陆，常栖息在潮间带至潮下带。
WoRMS質疑本物種是否存在。